# Gannett Peak
Gannett Peak is met een hoogte van 4209 m het hoogste punt van de Amerikaanse staat Wyoming. Gannett Peak ligt op de grens tussen Fremont County en Sublette County, en op de Continental Divide.
Gannett Peak werd in 1906 genoemd naar de Amerikaanse geograaf Henry Gannett.

## Geografie
Gannett Peak vormt het hoogste punt van:
- de Rocky Mountains buiten Colorado;
- de Central Rockies: het gedeelte van de Rocky Mountains dat gelegen is in de Amerikaanse staten Wyoming, Idaho en Montana;
- het Wind River Range-gebergte;
- het Greater Yellowstone Ecosysteem.

De berg ligt deels in het Bridger-Teton National Forest en deels in het Shoshone National Forest.
De Gannett Glacier, op de noordzijde van de berg, is met een oppervlakte van circa 3,63 km² een van de grootste individuele gletsjers in het Amerikaanse deel van de Rocky Mountains. Andere gletsjers rond Gannett Peak zijn: Minor Glacier op de westflank en Dinwoody Glacier en Gooseneck Glacier op de zuidoostflank van de Gannett Peak.

## Trivia
Bergbeklimmers die Gannett Peak aandoen, doen er ongeveer vier à zes dagen over om de top te bereiken en terug te keren. De berg wordt (onofficieel) als een van de moeilijkste state highpoints beschouwd: naast Granite Peak in Montana en achter de Denali in Alaska. De klim naar de top is op technisch gebied relatief makkelijk, maar wel vrij zwaar op fysiek vlak. Ook het feit dat de berg vrij geïsoleerd ligt van de geciviliseerde wereld maakt de beklimming van de berg er niet gemakkelijker op.
In oktober 2010 stortte een privévliegtuig neer nabij Gannett Peak, waarna een grote zoek- en reddingsoperatie op touw werd gezet. Het vliegtuigje werd teruggevonden in november. Er waren geen overlevenden.

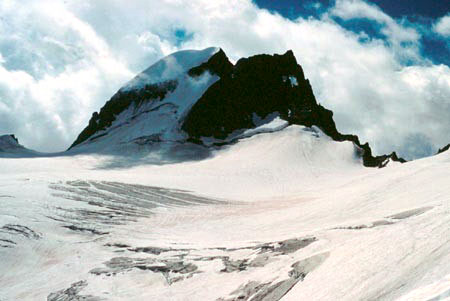
Gannett Glacier op de noordkant van Gannett Peak.